# プルジャヌィ
座標: 北緯52度33分24秒 東経24度27分52秒 / 北緯52.55667度 東経24.46444度
'プルジャヌィ’（ベラルーシ語: Пружаны）はベラルーシ・ブレスト州プルジャヌィ地区(ru)の市（Горад / ホラド）である。また同地区の行政中心地でもある。
ベラルーシ共和国道Р85(ru)が市内を通る。州都ブレストからは北東に89kmの位置にある。自然地理的には西ブフ川支流のムハヴェツ川(ru)に面する。
人口は1989年に約2万3100人、2017年の時点で1万8515人。